# فاندا وايتية
فاندا وايتية (الاسم العلمي:Vanda wightii) هي نوع من النباتات تتبع جنس الفاندا من الفصيلة السحلبية.